# Harriet Löwenhjelm
Harriet Augusta Dorotea Löwenhjelm, född 18 februari 1887 i Villa Tågaborg i Helsingborg, död 24 maj 1918 på Romanäs sanatorium i  Säby socken invid Tranås, var en svensk målare och lyriker.

## Biografi

### Familj
Löwenhjelm var dotter till kammarherren och översten Gustaf Adolf Löwenhjelm (1842–1929) och Margareta, född Dickson (1853–1927). Hon hade fyra syskon, av vilka den äldre brodern, Carl Löwenhjelm (1881–1967), var läkare och den yngre, Crispin Löwenhjelm (1892–1983), var kammarherre och officer.

### Utbildning
Löwenhjelm studerade vid Anna Sandströms högre lärarinneseminarium, Kerstin Cardons ritskola, Konstakademien (1909–1911) och för den tidigare föreståndaren på Valands konstskola professor Carl Wilhelmson. Hon betraktade sig själv i främsta rummet som bildkonstnär. Löwenhjelm är representerad vid Nationalmuseum i Stockholm, Uppsala universitetsbibliotek, Göteborgs konstmuseum, Norrköpings konstmuseum och Malmö konstmuseum.

### Litterär produktion

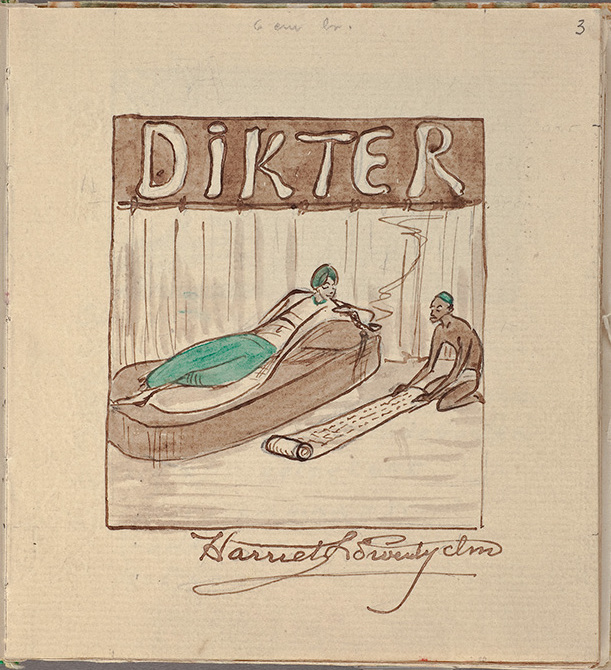
Egenhändigt illustrerat titelblad.

Några av Löwenhjelms mer kända dikter är Jakt på fågel, Tag mig. Håll mig. Smek mig sakta och Beatrice-Aurore, som har tonsatts av Hjalmar Casserman. 
Löwenhjelms tidigare dikter kännetecknas av kvickhet och ironi och var från början komplement till hennes teckningar. Hon drabbades emellertid i unga år av tuberkulos och tillbringade sina sista år på olika sanatorier. Hennes senare poesi fick därmed en allvarligare ton och är fylld av dödsmedvetande och har en fördjupad religiös dimension.  Löwenhjelms dikter utgavs postumt 1919.
I Statens porträttsamling på Gripsholms slott återfinns en knäbild utförd av Dick Beer 1910.
Vännen Elsa Björkman-Goldschmidt är Löwenhjelms främsta levnadstecknare. Hon introducerade Löwenhjelms dikter och bilder i 1920-talets litterära Sverige. Hon gav också ut biografin Harriet Löwenhjelm (1947) samt Löwenhjelms brev i volymen Brev och dikter (1952).

### Sjukdom och död
Harriet Löwenhjelm avled i tuberkulos, på Romanäs sanatorium, där hon vårdats, i maj 1918. Hon är gravsatt på Djursholms begravningsplats.

### Manuskript
- I.l.34:2 "Manuskriptdagboken". 1907-1917. Libris 12073524. http://litteraturbanken.se/#!/forfattare/LowenhjelmH/titlar/ManuskriptbokenI/info
- I.l.34:3, 8 sonetter till nobla damer och döda libertiner [Handskrift]. 191n. Libris 12073534. http://litteraturbanken.se/#!forfattare/LowenhjelmH/titlar/SonetterTillNobla/sida/1/faksimil
- I:l.34:4, [Dikter]. 191n. Libris 12073542
- I.l.34:5, Konsten att älska och dess följder : hofsamt utlagdt i bild och text. 1913. Libris 12073548. http://litteraturbanken.se/#!forfattare/LowenhjelmH/titlar/KonstenAttAlska/sida/5/faksimil

## Biografier
- Björkman-Goldschmidt, Elsa (1947). Harriet Löwenhjelm. Stockholm: Norstedt. Libris 368646
- Hackman, Boel (2011). Att skjuta en dront: Harriet Löwenhjelm - dikt, bild, konstnärskap. Stockholm: Albert Bonnier. Libris 11957539. ISBN 978-91-0-011107-6

## Litterär skylt
Den 15 augusti 2012 avtäcktes en litterär skylt på Kornhamnstorg i Stockholm med text ur "Beatrice-Aurore" av Harriet Löwenhjelm.